# Antarctic Adventure
 (novembre 2018).
Si vous disposez d'ouvrages ou d'articles de référence ou si vous connaissez des sites web de qualité traitant du thème abordé ici, merci de compléter l'article en donnant les références utiles à sa vérifiabilité et en les liant à la section « Notes et références ».
Antarctic Adventure (けっきょく南極大冒険, Kekkyoku Nankyoku Daibōken) est un jeu vidéo développé par Konami, sorti sur borne d'arcade en 1984. Il fut ensuite adapté sur MSX, ColecoVision et NES, au Japon seulement. En 1986 sort sa suite, Penguin Adventure.
La musique de jeu, la même pour tous les niveaux, intitulée Les Patineurs, est une valse composée par Émile Waldteufel.

## Système de jeu
Il s'agit d'un jeu d'adresse en contre-la-montre. Le joueur dirige un manchot qui doit sauter au-dessus des crevasses et des ennemis (en l'occurrence des phoques qui sortent de crevasses dans le sol) pour atteindre les stations scientifiques internationales d'Antarctique qui marquent la fin de chaque niveau. Le joueur peut attraper des drapeaux qui augmenteront son score.
Le jeu ne connaît pas de fin : à la manière de Hang-On, lorsque le dernier niveau est terminé, le jeu recommence dans un mode de difficulté plus élevé.